# Buddy Adler
Maurice Adler, ook Buddy Adler (22 juni 1909 – 12 juli 1960) was een Amerikaanse filmproducent.

## Biografie
Adler werd geboren in 1909. In 1940 huwde hij met actrice Anita Louise. Adler zou al snel doorgroeien tot het produceren van topfilms. Hij werd tweemaal voor een Academy Award genomineerd. In 1954 voor From Here to Eternity en in 1956 voor Love Is a Many-Splendored Thing.
Hij overleed in 1960 op 51-jarige leeftijd. Hij werd begraven op Forest Lawn Memorial Park (Glendale).

## Filmografie (selectie)
- 1948 · The Dark Past
- 1953 · From Here to Eternity
- 1955 · Love Is a Many-Splendored Thing
- 1955 · Soldier of Fortune (film)
- 1955 · House of Bamboo
- 1955 · The Left Hand of God
- 1956 · The Lieutenant Wore Skirts
- 1956 · Bus Stop''
- 1958 · The Inn of the Sixth Happiness